# Eugène Parlier
Pour les articles homonymes, voir Parlier.
Eugène Parlier est un footballeur suisse né le 13 février 1929 à Montreux et mort le 30 octobre 2017 à Montreux. Gardien de but très populaire, il est surnommé Gégène,.

## Biographie

### En sélection
- 21 sélections

- le 26 juin 1954, à Lausanne, devant 31 000 spectateurs, lors de la Coupe du monde, la Suisse est éliminée par l’Autriche (7-5) en quarts de finale. Eugène Parlier est le gardien de l’équipe vaincue[4].

- le 10 octobre 1954 à Budapest, devant 100 000 spectateurs, la Hongrie, décidée à effacer, devant son public, sa récente déconvenue en finale de la Coupe du monde bat la Suisse (3-0). Face à ceux qui restaient, malgré leur défaite, les meilleurs footballeurs du monde, Parlier avait effectué 64 plongeons et arrêté un penalty tiré par Ferenc Puskás, un maître en la matière[4].

## Clubs
- Formé au FC Montreux-Sports
- 1948-1949 : FC Cantonal Neuchâtel
- 1949-1954 : Servette FC
- 1954-1959 : Urania Genève Sport
- 1959-1964 : FC Bienne
- 1964-1965 : FC Lausanne-Sport
- 1965-1966 : Étoile Carouge FC